# 南边宝月堂
南边宝月堂是一处位于中国广东省佛山市三水区西南镇南边片宝月圩的清代建筑，1997年7月17日公布为三水市文物保护单位，2006年10月25日列入第四批佛山市文物保护单位。